# 오경태
오경태(吳京泰, 1959년 ~ )는 대한민국의 공무원, 경제학자, 공기업인이다.

## 경력
- 1984년 행정고시 제27회
- 농림부 법무담당관실
- 농림부 기획예산담당관실
- 농림부 농어촌복지담당관실
- 농림부 농업협력통상관실 통상협력과
- 농림수산부 국제협력국 국제협력과장
- 농림수산부 농업정책국 식량정책과장
- 농림부 농촌정책국 농촌정책과장
- 농림부 농촌정책국장
- 2010년 ~ 2011년 농식품부 녹색성장정책담당관
- 농산물품질관리원 원장
- 농림수산식품부 농업정책국장
- 대통령비서실 농수산식품담당 비서관
- 2013년 4월 18일 농림축산식품부 기획조정실장
- 2015년 3월 30일 농림축산식품부 차관보
- 2017년 11월 23일 명예퇴임
- 농림수산식품기술기획평가원 4대 원장

## 학력
- 심인고등학교
- 영남대학교 법정대학 행정학과 졸업
- 서울대학교 행정대학원 행정학과 졸업(행정학 석사)
- 미국 일리노이대학교 대학원 경제학과 졸업(경제학 석사)